# Spur des dunklen Engels
Spur des dunklen Engels ist ein 1952 erschienenes Theaterstück von Hans Henny Jahnn, für das der Komponist Yngve Jan Trede die Bühnenmusik verfasste.

## Entstehung
Jahnn schrieb das Stück in den Jahren 1948 und 1949. Es entstand aus einem früher verfassten Fragment namens „Jonathan“ und der zunächst vorgesehene Titel lautete „David und Jonathan“. Jahnn befürchtete aber, dass er vom Publikum als Verherrlichung der jüdischen Geschichte missverstanden werden könnte und änderte den Titel in Spur des dunklen Engels. Erst Ende 1952 konnte das Werk erscheinen; es wurde unter Kostenbeteiligung Jahnns und durch einen Zuschuss der Mainzer Akademie der Wissenschaft in einer limitierten, von Jahnn und Trede signierten Ausgabe von 550 Exemplaren mit einem Titelbild von Edwin Scharff gedruckt.

## Ausgaben
- Ugrino Verlag, Hamburg und Weismann Verlag, München 1952
- (Theaterausgabe), Suhrkamp Verlag
- In: Werke und Tagebücher. Band 5. Hoffmann und Campe, Hamburg 1974
- In: Werke. Band 7. Dramen II. Hoffmann und Campe, Hamburg 1993, ISBN 978-3-455-03837-8

## Thematik und Uraufführung
Im Zentrum des Stückes stehen die jüdischen Könige Saul und David. Berichtet die Bibel von der Freundschaft Davids zu Sauls Sohn Jonathan, fügt Jahnn der Handlung die Eifersucht des alternden Königs Saul auf diese Freundschaft hinzu. Jonathans Liebe steht im Mittelpunkt einer Handlung, in der Verrat und Intrigen eine Rolle spielen. David ist bei Jahnn „der Sohn eines Engels“. Das Stück hat einen starken autobiografischen Bezug. „Jahnn übertrug seine Gefühle für Yngve sowohl auf Jonathan als auch auf König Saul.“
Seine Trauer über den Altersunterschied zwischen ihm und Yngve wird in der Figur Sauls erkennbar, der David adoptieren möchte.
Erst am 6. Dezember 1969 fand die Uraufführung unter der Regie von Horst Gnekow bei den Städtischen Bühnen in Münster statt. Die Inszenierung erhielt vernichtende Kritiken. Der Bonner General-Anzeiger schrieb von „pastoralem Schreitheater, sinnlosen Gesten, unfreiwilliger Komik und hohlem Wortschwall“, in der Frankfurter Allgemeinen Zeitung meinte Friedrich Sieburg, es sei überaus fraglich, ob das Stück „jemals auf der Bühne überzeugen kann“ und die Rheinische Post sprach von einer stümperhaften, über weite Strecken nur peinlich-komisch berührenden Inszenierung der für die Uraufführung „gereinigten“ Spur des dunklen Engels.
Das Stück gehört zu den am seltensten gespielten Dramen des Autors. Der Text ist wenig verbreitet, da er nur in Jahnns Gesamtausgaben sowie 1952 in der großformatigen Ausgabe mit der Musikpartitur Tredes in 550 Exemplaren erschienen ist.